# Australia ai XVII Giochi olimpici invernali
L'Australia partecipò ai XVII Giochi olimpici invernali, svoltisi a Lillehammer, Norvegia, dal 12 al 27 febbraio 1994, con una delegazione di 25 atleti impegnati in nove discipline.